# Bahnstrecke Bylnice–Vsetín
| Kursbuchstrecke (SŽ): | 280                                            |                                                      |                                                      |
| Streckenlänge: | 43,879 km                                      |                                                      |                                                      |
| Spurweite: | 1435 mm (Normalspur)                           |                                                      |                                                      |
| Streckenklasse: | Bylnice–Horní Lideč: C3 Horní Lideč–Vsetín: D4 |                                                      |                                                      |
| Stromsystem: | Horní Lideč–Vsetín: 3 kV =                     |                                                      |                                                      |
| Streckengeschwindigkeit: | 80 km/h                                        |                                                      |                                                      |
| Zweigleisigkeit: | Horní Lideč–Vsetín                             |                                                      |                                                      |
| |                                                |                                                      |                                                      |
| \| \| \| von Vlárský průsmyk (vorm. StEG) \| \| \| \| 0,000 \| Bylnice \| Bylnice \| \| \| \| Kloboucký potok \| \| \| \| \| nach Brno (vorm. StEG) \| \| \| \| \| Kloboucký potok \| \| \| \| 3,780 \| Brumov střed \| Brumov střed \| \| \| 4,453 \| Brumovský (250 m) \| Brumovský (250 m) \| \| \| 5,245 \| Brumov \| Brumov \| \| \| 6,199 \| Návojná \| Návojná \| \| \| \| Návojský potok \| \| \| \| 6,488 \| Návojský (887 m) \| Návojský (887 m) \| \| \| 12,090 \| Valašské Klobouky \| Valašské Klobouky \| \| \| 14,116 \| Poteč \| Poteč \| \| \| 16,170 \| Valašské Příkazy \| Valašské Příkazy \| \| \| \| Kloboucký potok \| \| \| \| \| Senice \| \| \| \| \| von Púchov \| \| \| \| 19,105 \| Horní Lideč \| Horní Lideč \| \| \| 21,485 \| Lidečko ves \| Lidečko ves \| \| \| 23,912 \| Lidečko \| Lidečko \| \| \| 26,354 \| Lužná u Vsetína \| Lužná u Vsetína \| \| \| 28,795 \| Valašská Polanka \| Valašská Polanka \| \| \| 32,022 \| Leskovec \| Leskovec \| \| \| 33,713 \| Ústí u Vsetína \| Ústí u Vsetína \| \| \| \| von Velké Karlovice (vorm. LB Wsetin–Groß-Karlowitz) \| \| \| \| 35,354 \| Odb. Bečva \| Odb. Bečva \| \| \| 43,879 \| Vsetín \| Vsetín \| \| \| \| nach Hranice na Moravě (vorm. ÖLEG) \| \| \| \| \| \| \| \| Quellen: [1][2] \| \| \| \| |                                                |                                                      |                                                      |
| Strecke |                                                | von Vlárský průsmyk (vorm. StEG)                     | von Vlárský průsmyk (vorm. StEG)                     |
| Bahnhof | 0,000                                          | Bylnice                                              | Bylnice                                              |
| Brücke über Wasserlauf |                                                | Kloboucký potok                                      | Kloboucký potok                                      |
| Abzweig geradeaus und nach links |                                                | nach Brno (vorm. StEG)                               | nach Brno (vorm. StEG)                               |
| Brücke über Wasserlauf |                                                | Kloboucký potok                                      | Kloboucký potok                                      |
| Haltepunkt / Haltestelle | 3,780                                          | Brumov střed                                         | Brumov střed                                         |
| Tunnel | 4,453                                          | Brumovský (250 m)                                    | Brumovský (250 m)                                    |
| Bahnhof | 5,245                                          | Brumov                                               | Brumov                                               |
| Haltepunkt / Haltestelle | 6,199                                          | Návojná                                              | Návojná                                              |
| Brücke über Wasserlauf |                                                | Návojský potok                                       | Návojský potok                                       |
| Tunnel | 6,488                                          | Návojský (887 m)                                     | Návojský (887 m)                                     |
| Bahnhof | 12,090                                         | Valašské Klobouky                                    | Valašské Klobouky                                    |
| Haltepunkt / Haltestelle | 14,116                                         | Poteč                                                | Poteč                                                |
| Haltepunkt / Haltestelle | 16,170                                         | Valašské Příkazy                                     | Valašské Příkazy                                     |
| Brücke über Wasserlauf |                                                | Kloboucký potok                                      | Kloboucký potok                                      |
| Brücke über Wasserlauf |                                                | Senice                                               | Senice                                               |
| Abzweig geradeaus und von rechts |                                                | von Púchov                                           | von Púchov                                           |
| Bahnhof | 19,105                                         | Horní Lideč                                          | Horní Lideč                                          |
| Haltepunkt / Haltestelle | 21,485                                         | Lidečko ves                                          | Lidečko ves                                          |
| Haltepunkt / Haltestelle | 23,912                                         | Lidečko                                              | Lidečko                                              |
| Haltepunkt / Haltestelle | 26,354                                         | Lužná u Vsetína                                      | Lužná u Vsetína                                      |
| Bahnhof | 28,795                                         | Valašská Polanka                                     | Valašská Polanka                                     |
| Haltepunkt / Haltestelle | 32,022                                         | Leskovec                                             | Leskovec                                             |
| Haltepunkt / Haltestelle | 33,713                                         | Ústí u Vsetína                                       | Ústí u Vsetína                                       |
| Abzweig geradeaus und von rechts |                                                | von Velké Karlovice (vorm. LB Wsetin–Groß-Karlowitz) | von Velké Karlovice (vorm. LB Wsetin–Groß-Karlowitz) |
| Blockstelle | 35,354                                         | Odb. Bečva                                           | Odb. Bečva                                           |
| Bahnhof | 43,879                                         | Vsetín                                               | Vsetín                                               |
| Strecke |                                                | nach Hranice na Moravě (vorm. ÖLEG)                  | nach Hranice na Moravě (vorm. ÖLEG)                  |
| |                                                |                                                      |                                                      |
| Quellen: |                                                |                                                      |                                                      |

Die Bahnstrecke Bylnice–Vsetín ist eine Eisenbahnverbindung in Tschechien. Sie zweigt in Brumov-Bylnice von der Bahnstrecke Brno–Vlárský průsmyk ab und führt in den Beskiden über Horní Lideč nach Vsetín, wo sie in die Bahnstrecke Hranice na Moravě–Vsetín einmündet. Der Abschnitt zwischen Horní Lideč und Vsetín ist Teil einer leistungsfähigen, internationalen Fernverbindung zwischen der Slowakei und Tschechien.
Im Eisenbahnnetz der Tschechischen Republik ist die Strecke zwischen Bylnice und Horní Lideč als regionale Bahn („regionální dráha“) und zwischen Horní Lideč und Vsetín als gesamtstaatliche Bahn („celostátní dráha“) klassifiziert.

## Geschichte

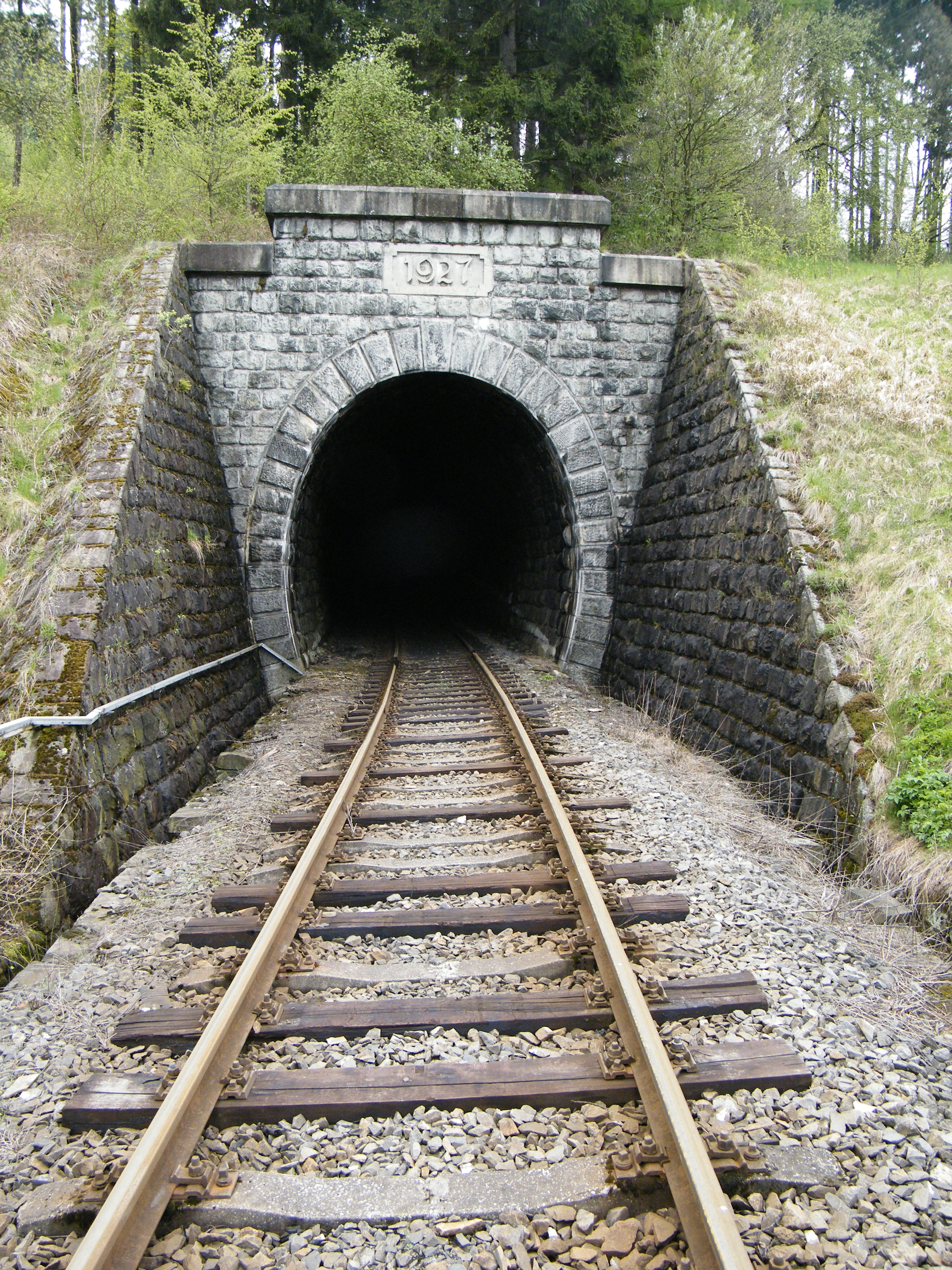
888 Meter langer Tunnel bei Návojná (2011)

Nach der Gründung der Tschechoslowakei am 28. Oktober 1918 war es eine der wichtigsten Aufgaben des jungen Staates, die auf die alten Hauptstädte Wien und Budapest ausgerichteten Verkehrswege an die neuen Verkehrsbedürfnisse anzupassen. Problematisch war insbesondere  der schlechte Ausbauzustand der Bahnstrecken über die ehemalige Landesgrenze zwischen Österreich und Ungarn. Ein ehrgeiziges  Bauprogramm sah den Neubau von über 3000 Kilometer Neubaustrecken vor, darunter auch eine Verbindung zwischen Bylnice an der schon bestehenden Strecke Brno–Vlárský průsmyk (–Trenčianska Teplá) und dem Endpunkt der Lokalbahn von Hranice na Moravě in Vsetín. Ursprünglich als zweigleisige Hauptbahn geplant, wurde das Projekt schließlich nur eingleisig ausgeführt. Zwischen dem neueingerichteten Abzweig („odbočká“) Bečva und Vsetín nutzte die neue Bahn die schon vorhandene Trasse der Lokalbahn Wsetin–Groß-Karlowitz.
Am 21. Oktober 1928 wurde die Strecke durch die Tschechoslowakischen Staatsbahnen (ČSD) in Betrieb genommen. Im Fahrplan von 1931 waren insgesamt sieben Personenzugpaare verzeichnet, die zumeist von und nach Hranice na Moravě durchgebunden waren. Drei der Züge wurden als Motorzug geführt. Diese bewältigten die 44 Kilometer lange Strecke mit Halt auf allen Unterwegsbahnhöfen in genau einer Stunde.

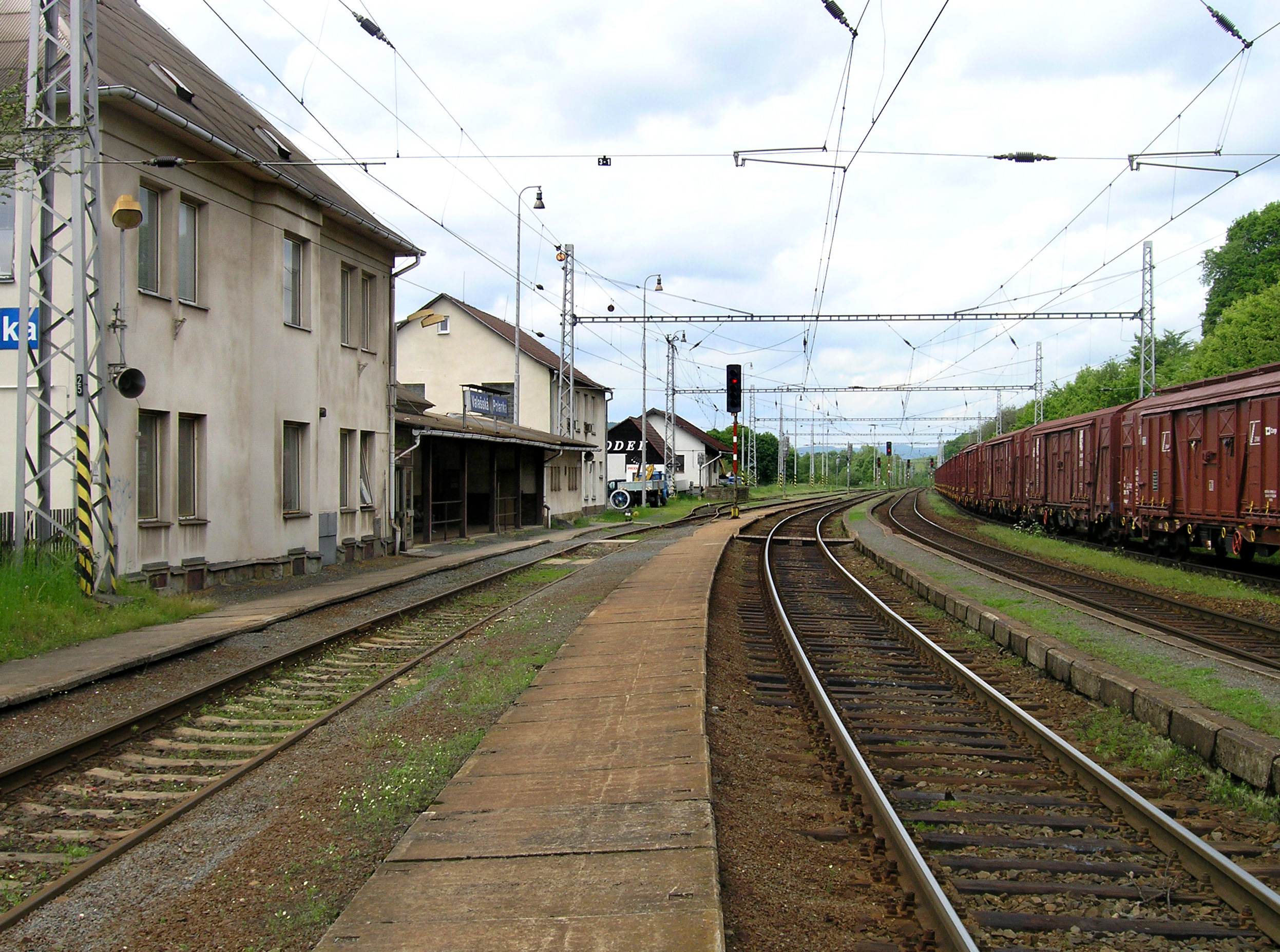
Bahnhof Valašská Polanka (2011)

Eine weitere Neubaustrecke ging schließlich noch am 2. Mai 1937 zwischen Horní Lideč und Púchov in Betrieb. In der Folge wurde die Strecke zwischen Horní Lideč und Vsetín zu einer zweigleisigen Hauptbahn ausgebaut. Am 12. September 1960 wurde die Strecke zwischen Horní Lideč und Vsetín elektrifiziert.
Im Winterfahrplan 1969/70 fuhren insgesamt fünf Fernzugpaare über die zweigleisige Strecke zwischen Horní Lideč und Vsetín, darunter auch  internationale Züge zwischen Moskau und Prag, sowie zwischen Budapest und Leipzig. Ein Motorschnellzug bediente die Relation Nový Bohumín–Hranice na Moravě–Vsetín–Bylnice–Trenčín und zurück.
Am 1. Jänner 1993 ging die Strecke infolge der Dismembration der Tschechoslowakei an die neu gegründeten České dráhy (ČD) über. Seit 2003 gehört sie zum Netz des staatlichen Infrastrukturbetreibers Správa železniční dopravní cesty (SŽDC), heute: Správa železnic.
Im Jahresfahrplan 2012 verkehren zwischen Bylnice und Horní Lideč regionale Personenzüge im angenäherten Einstundentakt. Zwischen Horní Lideč und Vsetín verkehren Personenzüge ungefähr zweistündlich. In diesem Abschnitt verkehren auch Expresszüge der Relation (Košice–) Púchov – Horní Lideč – Vsetín – Praha, die Halte nur in Horní Lideč und Vsetín haben.
Am 13. Jänner 2012 wurde der Abschnitt Bylnice–Horní Lideč zur Nebenbahn abgestuft.
Am 15. Jänner 2022 wurde die Strecke nach einem Erdrutsch zwischen Horní Lideč und Valašská Polanka voll gesperrt. Für die ausfallenden Reisezüge wurde ein Schienenersatzverkehr eingerichtet, Güterzüge wurden weiträumig umgeleitet.
Im Mai 2025 gab die tschechische Infrastrukturverwaltung bekannt, dass der zweigleisige Abschnitt zwischen Horní Lideč und Vsetín bis 2030 auf eine Fahrleitungsspannung von 25 kV 50 Hz umgestellt werden wird. Beauftragt wurde ein Konsortium der Firmen Elektrizace železnic und AŽD Praha.